# 람자우암다흐슈타인
람자우암다흐슈타인(독일어: Ramsau am Dachstein)은 오스트리아 슈타이어마르크주에 위치한 도시로 면적은 75.4km2, 높이는 1,135m, 인구는 2,768명(2016년 1월 1일 기준), 인구 밀도는 37명/km2이다. 다흐슈타인산과 엔스강 사이에 위치한 고원 지대에 위치한다.

시 문장